# Poisson-eloszlás
A valószínűségszámításban és a statisztikában a Poisson-eloszlás egy diszkrét valószínűségi eloszlás, a binomiális eloszlás határeloszlása. Kifejezi az adott idő alatt ismert valószínűséggel megtörténő események bekövetkezésének számát (például: egy telefonközpontba adott időszakban és időtartamban beérkezett telefonhívások száma, vagy egy radioaktív anyag adott idő alatt elbomló atomjainak száma).
Nevét Siméon Denis Poissonról kapta, aki felfedezte, és valószínűségszámítási munkájában (Recherches sur la probabilité des jugements en matières criminelles et matière civile) publikálta. Az eloszlás első közismert alkalmazása a porosz hadseregben lórúgástól meghalt katonák számának leírása volt (Ladislaus von Bortkiewicz: Das Gesetz der kleinen Zahlen („A kis számok törvénye”), 1898)  Archiválva 2010. március 13-i dátummal a Wayback Machine-ben ).

## Definíció
Az X valószínűségi változó λ paraméterű Poisson-eloszlást követ – vagy rövidebben: Poisson-eloszlású – pontosan akkor, ha
{\displaystyle \mathbf {P} (X=k)={\frac {\lambda ^{k}}{k!}}e^{-\lambda },\quad k=0,1,2,...\quad }
ahol λ > 0 konstans.

## A Poisson-eloszlást jellemző függvények
Karakterisztikus függvénye
{\displaystyle \varphi (t)=e^{\lambda e^{it}-\lambda }=\exp[\lambda (\exp(it)-1)]=e^{\lambda e^{z}-\lambda }=\exp[\lambda (\exp(z)-1)]\,}

## A Poisson-eloszlást jellemző számok
Várható értéke
{\displaystyle \mathbf {E} (X)=\lambda }.
Szórása
{\displaystyle \mathbf {D} (X)={\sqrt {\lambda }}}.
Momentumai
Harmad- és negyedrendű centrált momentumai
{\displaystyle \mathbf {E} [(X-\mathbf {E} (X))^{3}]=\lambda }
{\displaystyle \mathbf {E} [(X-\mathbf {E} (X))^{4}]=\lambda +3\lambda ^{2}}
Ferdesége
{\displaystyle \beta _{1}(X)=\lambda ^{-1/2}\,}
Lapultsága
{\displaystyle \beta _{2}(X)=\lambda ^{-1}\,}

## Poisson-eloszlású valószínűségi változó néhány fontosabb tulajdonsága
- Poisson-eloszlású független valószínűségi változók összege is Poisson-eloszlású. Pontosabban ha X1 és X2 független Poisson-eloszlású valószínűségi változók λ1 és λ2 paraméterekkel, akkor X1 + X2 is Poisson-eloszlású λ1 + λ2 paraméterrel. Ugyanekkor X1 feltételes eloszlása X1 + X2 = n -re vonatkozóan n és λ1/(λ1 + λ2) paraméterű binomiális eloszlást követ.
- Az összegzésre vonatkozó összefüggés fordítottja is igaz. Pontosabban ha X1 + X2 is Poisson-eloszlású valamint tudjuk, hogy X1 és X2 független valószínűségi változók, akkor X1 és X2 is Poisson-eloszlású.
- Ha binomiális eloszlások olyan sorozatát vesszük, melyben az eloszlások n paramétere úgy tart a végtelenbe, hogy közben az np szorzat konstans marad (p így nyilván a 0-hoz tart), akkor határeloszlásként Poisson-eloszlást kapunk.